# Днепровський Микола Іванович
Микола Іванович Днепровський (рос. Николай Иванович Днепровский; 13 листопада 1887 – 4 лютого 1944) — радянський астроном.
Родився в селищі при станції Ярцево (нині місто) недалеко від Смоленська. У 1911 закінчив Московський університет і був залишений при кафедрі астрономії для підготовки до професорського звання. З 1912 — понадштатною асистент обсерваторії Московського університету. У 1914-1915 — на військовій службі, учасник першої світової війни. У 1915-1937 працював у Пулковській обсерваторії (з 1932 — заступник директора з наукової частини). Одночасно з 1920 працював у Ленінградському астрономо-геодезичному інституті, який надалі увійшов до складу Астрономічного інституту. У 1919 організував у Пулковській обсерваторії радіотехнічну службу часу, що забезпечила з 1921 регулярну передачу сигналів точного часу для всієї країни. З 1924 — секретар Міжвідомчого комітету Служби часу при Пулковській обсерваторії, з 1925 — завідувач його технічним бюро. 
Основні наукові роботи відносяться до фундаментальної астрометрії. Визначав відмінювання зірок зі спостережень на вертикальному колі Струве — Ертеля, за матеріалами цих спостережень створив три оригінальних абсолютних каталоги й один зведений каталог. На основі детальних досліджень павільйонної рефракції прийшов до висновку про доцільність перенесення вертикального кола на інше місце і в 1928 організував перенесення цього інструменту в новий павільйон. Опублікував низку досліджень, що сприяли поліпшенню Пулковських таблиць рефракції, і підготував їхнє третє видання (1930). У 1932 на астрометричній конференції у Пулково разом з Б.П.Герасимовичем виступив з доповіддю «Зоряна астрономія і фундаментальні системи положень зірок», зробив великий вплив на подальший розвиток астрометрії в СРСР. У доповіді була висловлена ідея створення нової незалежної системи координат, яка була б реалізована зоряним каталогом, заснованим на спостереженнях тільки слабких зірок (КСЗ), власні рухи яких визначалися б відносно далеких галактик. Надалі приділив багато уваги організаційних питань цієї роботи, що широко розгорнулася в обсерваторіях СРСР в післявоєнні роки під керівництвом М.С.Звєрєва, а потім і в деяких зарубіжних обсерваторіях. Одночасно з астрономом Миколаївської обсерваторії Б.К.Залєсським висловив ідею про доцільність постановки спостережень відмін зірок на одному й тому ж інструменті з двох обсерваторій у Північній та Південній півкулях, симетрично розташованих відносно екватора. Ця ідея була реалізована потім в роботах Мюнхенської обсерваторії і відображена в роботах (1963-1966) Чилійської експедиції Пулковської обсерваторії на фотографічному вертикальному колі, а також в подальших планах спостережень на цьому інструменті. 